# Борзово (Ярославская область)
Борзо́во — деревня Шашковского сельского округа в Назаровском сельском поселении Рыбинского района Ярославской области .
Деревня расположена на правом берегу реки Колокша в её среднем течении, ниже устья её правого притока Сороки, в одном из наиболее удаленных районов Назаровского сельского поселения. Просёлочные дороги, обычно доступные только для специальной техники связывают деревню с автомобильной дорогой Рыбинск-Тутаев (по левому берегу Волги). Одна из таких дорог ведёт на запад и юго-запад по правому берегу Кололокши на Фёдоровское, миновав эту деревню, пересекает вброд правый приток Колокши Вожу и выходит на автомобильную дорогу. Другая направляется на юг, пересекает вброд Колокшу ниже устья Сороки и через деревню Титовское выходит к Новому Посёлку.
Выше по течению Сороки, примерно в 2 км в северном направлении расположено три деревни: непосредственно на север от Борзово — Варварино, на другом левом берегу Сороки напротив Варварино — Сорокино, на расстоянии около 1 км на северо-запад от Варварино — небольшая деревня Раменье. Во всех названных деревнях постоянных жителей не числится. Ближайшие населенные пункты с постоянным населением удалены примерно на 3-4 км — Шестовское на восток и Титовское на юг .

## Население
| 1859 | 1914 | 2002 | 2007 | 2010 |
| ---- | ---- | ---- | ---- | ---- |
| 69   | ↗74  | ↘0   | →0   | →0   |

На 1 января 2007 года в деревне не числилось постоянных жителей . Почтовое отделение Ераково обслуживает в деревне Борзово 6 домов .

## Достопримечательности
В Борзове находится памятник истории и культуры — Церковь Воскресения Христова, построенная в 1787-1796 гг..